# Allocyttus
Genre
Allocyttus est un genre de poissons téléostéens de la famille des Oreosomatidae.

## Liste des espèces (appelées doré austral ou doré noir)
- Allocyttus folletti Myers, 1960.
- Allocyttus guineensis Trunov & Kukuev in Trunov, 1982.
- Allocyttus niger James, Inada & Nakamura, 1988. - oréo
- Allocyttus verrucosus (Gilchrist, 1906). - doré austral ou doré verruqueux